# NGC 21
NGC 21は、アンドロメダ座の方角にある渦巻銀河である。NGC 29としても知られる。1790年にウィリアム・ハーシェルによって発見された。

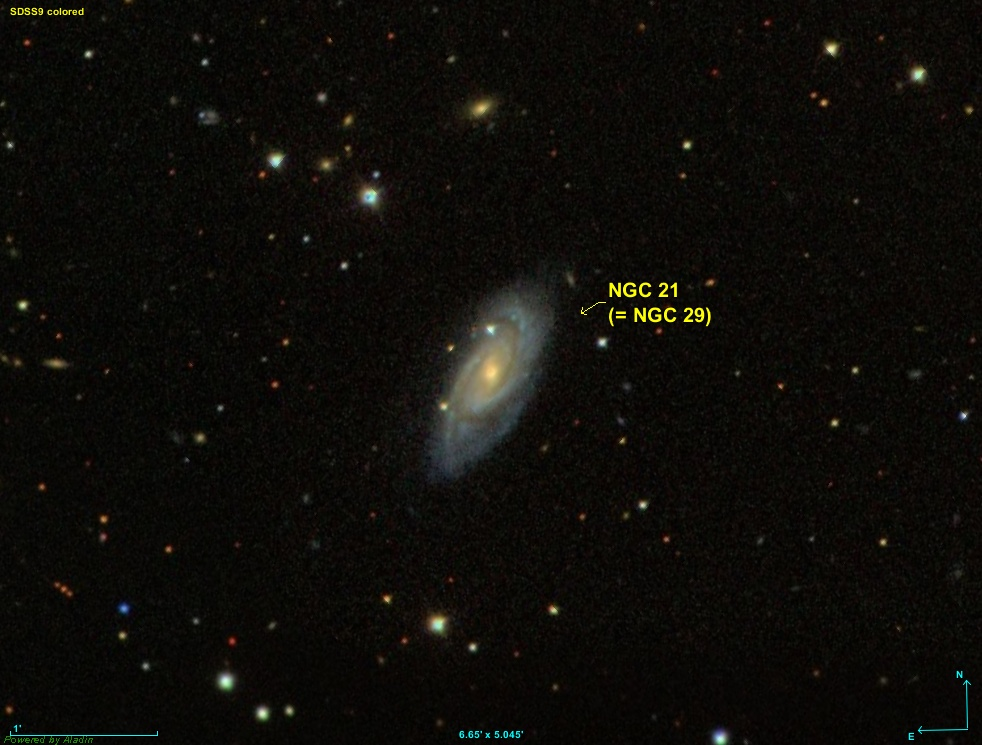